# محمد بن الحسين حميد الدين
الأمير محمد بن الحسين بن الإمام يحيى بن محمد حميد الدين أحد أمراء الأسرة الملكية المتوكلية التي أسست دولة اليمن الحديث بعد الخلافة العثمانية بداية القرن العشرين وحكمته حتى اعتراف المملكة العربية السعودية بالنظام الجمهوري سنة 1970 بعد الحركة الثورة اليمنية في السادس والعشرين من سبتمبر 1962م المدعومة من مصر والإتحاد السوفيتي حيث كانت السعودية وبريطانيا وأيران وإسرائيل والأردن تدعمان الأماميين الذين يندرج ضمنهم محمد الحسين خلال تلك الحرب وحتى إستسلامهم عقب عزم السعودية وقف الدعم عنهم ورفع يدها وأنهاروا بتوقف الدعم الأجنبي السعودي البريطاني عنهم حيث لم تكن حرب أهلية فقط بل كانت حرب محاور بين القوى التحررية والقوى الإستعمارية والرجعية.
يعتبر الأمير محمد أحد أحفاد الإمام المؤسس يحيى حميدالدين حيث لعب دورا كبيرا في دعم ركائز الدولة، وكذلك قاد معارك كثيرة مدعوما من السعودية وبريطانيا وأيران وإسرائيل والأردن  خلال سنوات حرب الثورة مع الجمهوريين وداعميهم المصريين والسوفييت. كان محمد بن الحسين حميد الدين قاب قوسين من إعادة أسرة آل حميد الدين إلى حكم اليمن، حين حاصر صنعاء في الحصار المعروف بحصار السبعين بعد إنسحاب المصريين والذي استمر سبعين يوما في نهاية عام 1967م ومطلع 1968م ولكن انتهى الحصار بهزيمة الملكيين وإنسحابهم وإستسلام بعضهم وإنضمامهم للجمهورية. كادت هذه الانتصارات أن تعيد الأمور لصالح الملكيين لما قبل 26 سبتمبر 1962 لولا المتغيرات الإقليمية والاتفاقات الدولية والتي انتهت بالإعتراف بالجمهورية  وخروج الأسرة المالكة من اليمن للمنفى. واختارت الأسرة الملكية أن تكون السعودية المكان الأفضل للجوء السياسي حيث كانت السعودية الداعم الرئيسي لهم وأستسلموا بالإعتراف السعودي بالجمهورية اليمنية والتي يعيش حاليا فيها عدد كبير في ظل عدم السماح لهم بالعودة حيث ما زالت الحكومة اليمنية تحظر دخول أو حتى دفن أفراد أسرة آل حميد الدين في اليمن.
توفي يوم الأحد 8 ديسمبر 2008 في ألمانيا عن 73 سنة، ودفن في مدينة الطائف بالمملكة العربية السعودية شارك في تشييع جنازته أطياف يمنية متعددة وعدد كبير من أبناء الجالية اليمنية في السعودية.